# Elize Grendel
Elize Grendel (Gouda, 26 december 1899 - Haastrecht, 5 december 1986) was een Nederlandse apotheker en historicus.

## Leven en werk

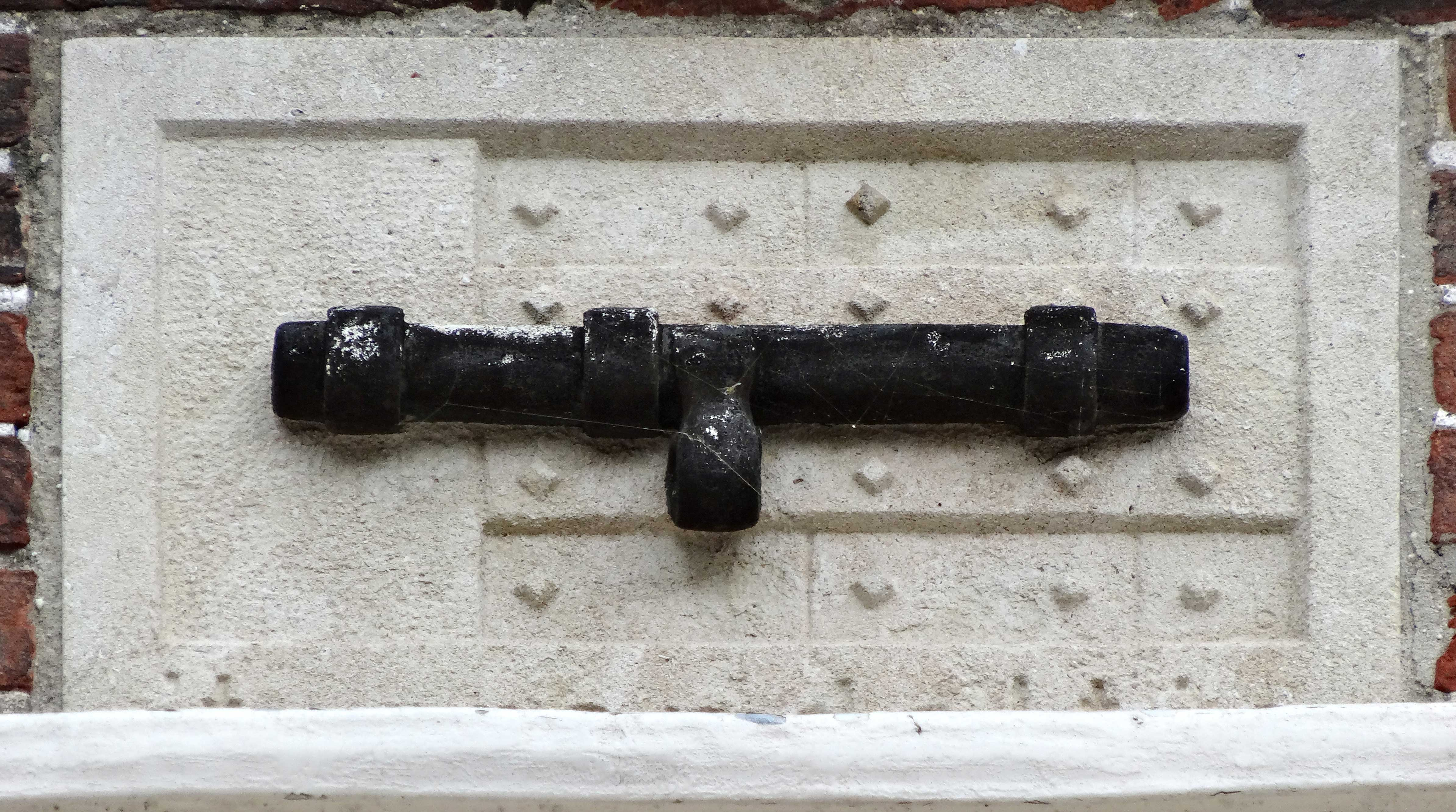
Gevelsteen 't Grendeltje aan de Tiendeweg

Grendel werd in 1899 in Gouda geboren als zoon van de apotheker Elize Grendel en Maria Avink. Grendel behoorde tot een geslacht van apothekers, waarvan de leden vanaf de 18e eeuw het apothekersvak in Gouda uitoefenden. Hij zette het apothekersbedrijf van zijn vader aan de Lange Tiendeweg voort. Grendel combineerde zijn belangstelling voor de farmacie met die voor de geschiedenis. In 1957 promoveerde hij aan de gemeentelijke universiteit van Amsterdam op een proefschrift over de ontwikkeling van de artsenijbereidkunde in Gouda, waarin hij de ontwikkeling beschreef van het bereiden van geneesmiddelen vanaf 1393 tot 1865.
Grendel, die in het huis "de Vijf Platanen" in het naburige Haastrecht woonde, bleef zich in zijn geboortestad Gouda bezighouden met monumentenzorg. Hij kocht enkele oude panden op, die hij liet restaureren. Zo werd in de periode van 1959 tot 1965 het monumentale pand 't Grendeltje uit de 17e eeuw in zijn opdracht teruggebracht in zoveel mogelijk de oorspronkelijke staat. Ook het monumentale pand In de Spieringen uit de 18e eeuw in de Spieringstraat werd door hem gerestaureerd.
Grendel verzamelde zowel literatuur op zijn vakgebied als voorwerpen gerelateerd aan de farmacie. Hij was mede-initiatiefnemer van het inrichten van een historische apotheek in het Museum Gouda. Zijn verzameling maakt deel uit van de collectie van het Nationaal farmaceutisch museum in Gouda, waarvan een van de zalen de Grendelzaal is genoemd. Ook was hij medeoprichter van de Kring voor de geschiedenis van de Pharmacie in de Benelux.
Grendel trouwde op 20 april 1926 te Gouda met Jane Maier. Voor zijn verdiensten voor de stad Gouda ontving hij in 1974 de erepenning van de gemeente. Grendel overleed in december 1986 op 85-jarige leeftijd. Hij werd begraven op de begraafplaats IJsselhof in Gouda.